# 福谷孝宏
福谷 孝宏（ふくや たかひろ、1984年11月30日 - ）は、日本の男優、映画プロデューサー。

## 主な出演作品

### 映画
- Feel Dull (2006年) - 短篇。西野孝宏名義
- 派遣社員とリボルバー (2008年) - 短篇。西野孝宏名義。監督も
- 派遣社員とシークレットサービス (2008年) - 短篇。西野孝宏名義。監督も
- ワンマン・アーミー (2009年) - 短篇。西野孝宏名義。監督も
- 最弱対最弱 (2009年) - 短篇。西野孝宏名義。監督も
- ヘルドライバー (2011年)
- 戦慄ショートショート 恐噺 悪夢日和り (2012年)
- ドラムリミット 穴 (2012年)
- コワバナＪ 放課後の怪談２ (2012年)
- 夏男たちのラブビーチ （2013年）
- ゆがみ。 呪われた閉鎖空間 (2014年)
- アイコとかつ江さん (2014年) - 監督、脚本のみ。
- 超高速! ホットパンツロード (2015年)
- 心霊食堂 (2015年)  - プロデューサー、監督も
- 悪夢の椅子 (2015年) - プロデューサー、監督も
- リアルお医者さまごっこ (2015年) - プロデューサーも
- パラノーマル寄生蟲 (2015年) - プロデューサーも
- 地下室の美女が語る恐怖の都市伝説 (2016年)  - プロデューサー、監督も
- デッドクック (2016年)  - プロデューサーも
- 心霊食堂２ (2016年)  - プロデューサーも
- さらばあぶないデカオンナ (2016年)
- 君がいるから (2016年) - 短篇。監督、脚本も
- CRYING BITCH (2017年)
- ギャラクシー・ノート・セブン (2018年)  - 短篇。監督のみ
- 映画版 心霊調査ビッグサマー 霊能力者に愛の鉄槌を (2019年)
- 星に願いを (2019年)
- 恋の墓 (2020年) - 演出補のみ
- 真・事故物件パート２ 全滅 (2022年)
- 怪奇タクシー 風の夜道に気をつけろ! (2022年) - 照明のみ
- 獣手（2024年1月27日公開、夏目大一朗監督） - プロデューサー - 小暮修 役[2]

### テレビドラマ
- 陽はまた昇る (2011年)

### オリジナルビデオ
- ウーマン・ハンティング 美女狩り (2011年)
- ドラムリミット (2011年)
- マン・ハンティング リザレクション (2012年)
- ぞくり。 怪談夜話 呪われた八編 (2014年)
- ぞくり。 怪談夜話 七人の呪われた少女たち (2014年)
- ぞくり。３ 怪談夜話 奇妙な呪い (2015年)
- 立入禁死 入ったら死ぬ!? 呪われた五編 (2016年)
- ぞくり。 怪談夜話 呪われた制服女子 (2016年)
- ガールズ・ファーム II　～少女奴隷牧場～ (2016年) - 助監督のみ
- 東京地下女子刑務所　CHAPTER 4・エリア∞〈インフィニティ〉 (2016年)
- 怖い 夢占いの館 (2017年) - プロデューサーも